# Куковичи (Минская область)
Куковичи (бел. Кукаві́чы) — деревня в Копыльском районе Минской области Беларуси. В составе Тимковичского сельсовета.

## География
Пролегает дорога Р-107.
Ближайшие населённые пункты Великая Раёвка, Нарути и др.

## История
В 1908 году в Поцейковской волости Слуцкого уезда Минской губернии.
До 28 мая 2013 года деревня входила в состав Великораевского сельсовета.

## Население

### Численность
- 2019 год — 12 жителей

### Динамика
- 1908 год — 264 жителей, 48 дворов (деревня Куковичи); 33 жителей, 1 двор (имение Куковичи)[3]
- 1999 год — 44 жителей (перепись населения)
- 2009 год — 26 жителей (перепись населения)[3]
- 2019 год — 12 жителей (перепись населения)

## Улицы
- Вишнёвая
- Несвижская
- Полевая

## Достопримечательность
- Руины Крестовоздвиженской церкви (1806), на кладбище.
- Оборонительные строения 1930-х гг.
- Металлические кресты на могилах рода Корвин-Петрозалинов.
- Недалеко расположена братская могила.

## Галерея

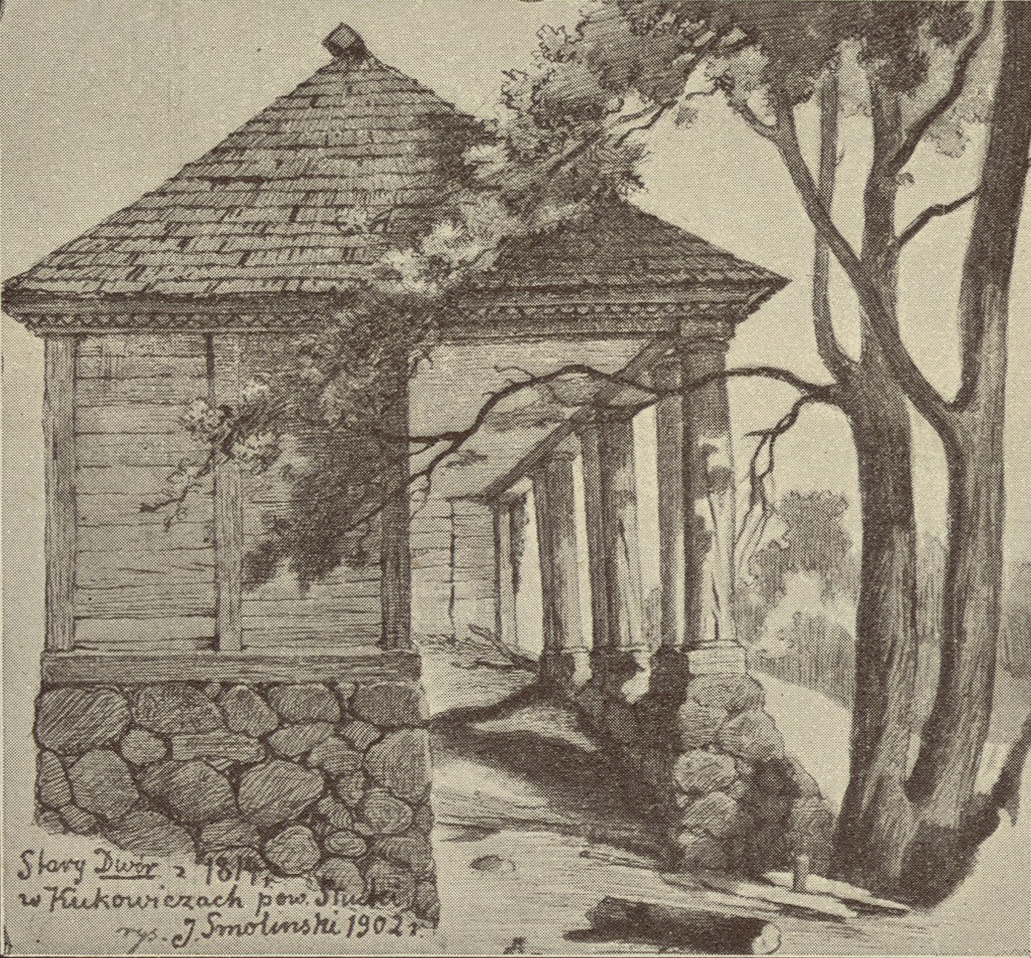
Лямус старого двора, 1814 года постройки (Ю. Смолинский, 1902).
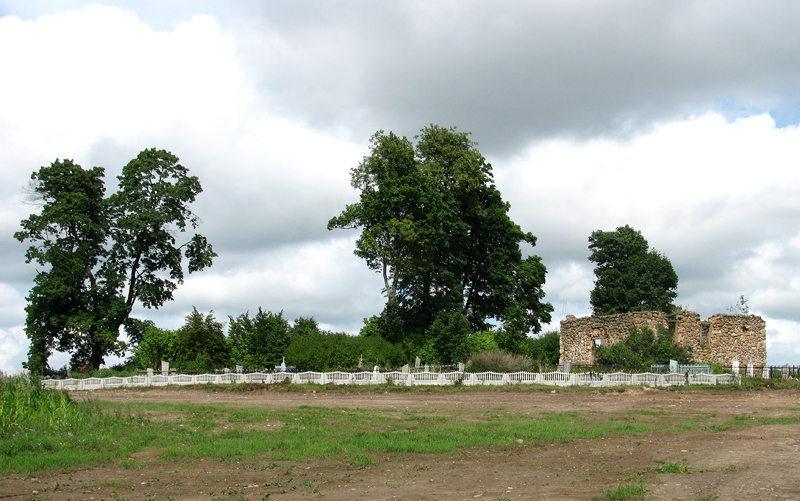
Руины церкви
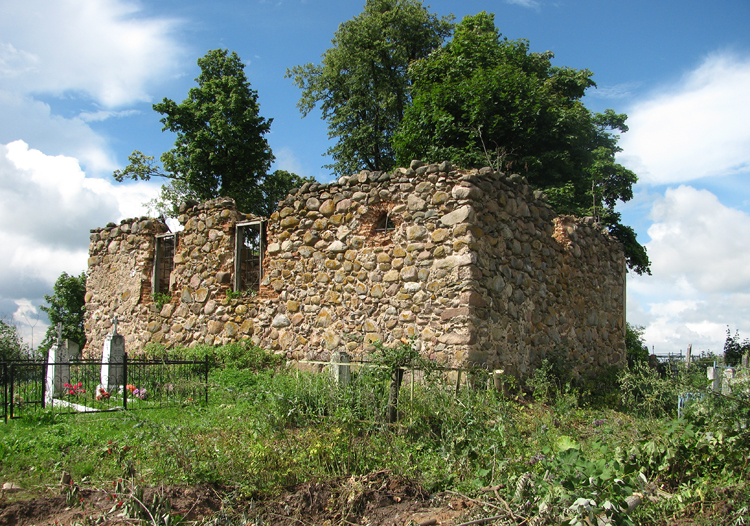
Руины церкви
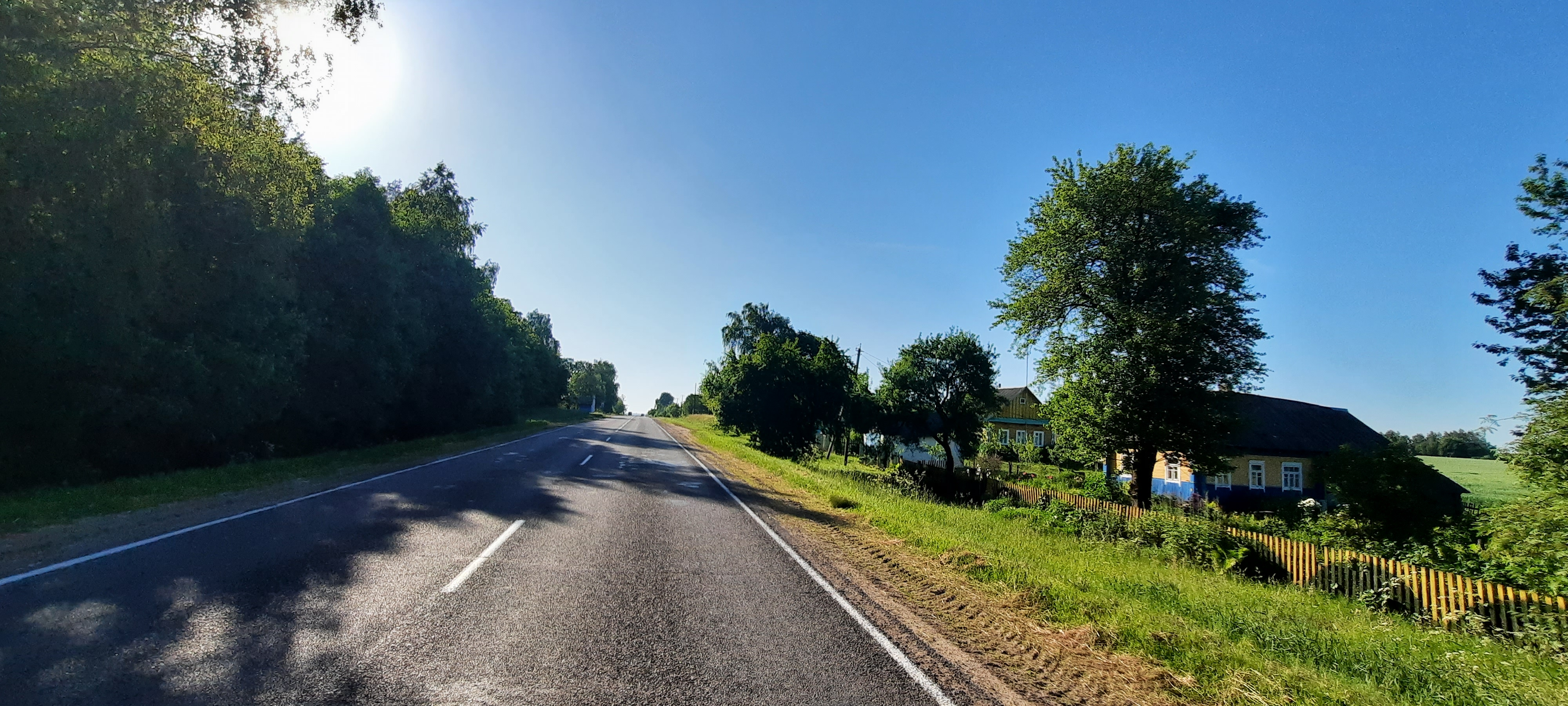
Панорама

## Известные лица
- Кононович, Ипполит Сильвестрович (1908 — 1974) — советский государственный деятель.
- Лобик, Лявон Степанович (1871 — 1918) — белорусский поэт, публицист.
- Кононович, Иван Иванович (род. 1938) — белорусский писатель.